# Вортингтон Хилс (Кентаки)
Вортингтон Хилс (енгл. Worthington Hills) град је у америчкој савезној држави Кентаки.

## Демографија
По попису из 2010. године број становника је 1.446, што је 148 (-9,3%) становника мање него 2000. године.
| Група             | 2000.       | 2010.       |
| Белци             | 976 (61,2%) | 863 (59,7%) |
| Афроамериканци    | 490 (30,7%) | 426 (29,5%) |
| Азијати           | 27 (1,7%)   | 44 (3,0%)   |
| Хиспаноамериканци | 69 (4,3%)   | 60 (4,1%)   |
| Укупно            | 1.594       | 1.446       |